# Joanna Lohman
Joanna Lohman (* 26. Juni 1982 in Silver Spring, Maryland) ist eine ehemalige US-amerikanische Fußballspielerin.

## Karriere

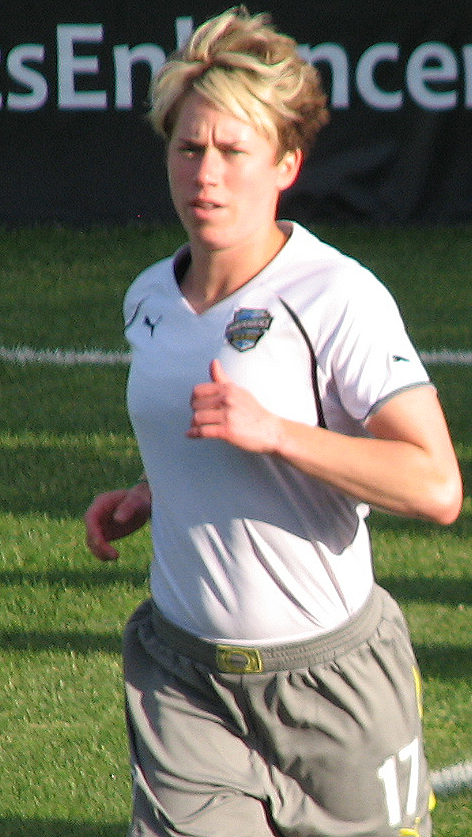
Im Trikot der Philadelphia Independence (2010)

### Verein
Nachdem Lohman ihre Karriere bei der Universitätsmannschaft der Pennsylvania State University, den Penn State Nittany Lions, sowie bei Maryland Pride begonnen hatte, unterschrieb sie für die Saison 2006 beim W-League-Teilnehmer Washington Freedom, kam dort jedoch nicht in Ligaspielen zum Einsatz. Nach einem Jahr in Schweden bei Bälinge IF kehrte sie im Jahr 2009 zur Premierensaison der neugegründeten WPS in ihre Heimat zurück und wurde zunächst von der Franchise der Saint Louis Athletica gedraftet. Da sie jedoch den Großraum Washington nicht verlassen wollte, wechselte sie zum Ligakonkurrenten Washington Freedom. Im Anschluss spielte Lohman von 2010 bis 2011 bei den Philadelphia Independence und wechselte dann erneut nach Europa, diesmal zum spanischen Erstligisten Espanyol Barcelona, mit dem sie 2012 Pokalsieger wurde.
Im Jahr 2012 lief sie nach ihrer Rückkehr in die Vereinigten Staaten für die D.C. United Women in der W-League auf. Von 2013 bis 2014 spielte sie für die Boston Breakers in der neugegründeten National Women’s Soccer League, unterbrochen von einer kurzzeitigen Leihe zum zyprischen Erstligisten und Champions-League-Teilnehmer Apollon Limassol. Zur Saison 2015 wechselte sie zur Franchise der Washington Spirit, bei der sie nach der Saison 2018 ihre Karriere als Fußballspielerin beendete.
Von ihrem Engagement bei Philadelphia Independence im Jahr 2010 an spielte Lohman bis September 2014 stets im gleichen Team wie ihre damalige Lebensgefährtin Lianne Sanderson.

## Nationalmannschaft
Lohman war Teil der U-21-Nationalmannschaft der Vereinigten Staaten und absolvierte später sieben Länderspiele für die A-Nationalmannschaft.

## Erfolge
- 2012: Spanische Pokalsiegerin (Espanyol Barcelona)